# 2023
2023 (MMXXIII) — невисокосний рік, що почався у неділю за григоріанським календарем.
Індія перевершила Китай, ставши найбільшою країною світу за чисельністю населення.
Всесвітня організація охорони здоров'я скасувала глобальну надзвичайну ситуацію через пандемію COVID-19, оскільки темпи зараження продовжували знижуватись. А дослідження і відкриття вчених, які свого часу посприяли розробці мРНК-вакцин проти COVID-19 були відзначені Нобелівською премією з фізіології та медицини.
Російське вторгнення в Україну, яке розпочалося у 2022 році, продовжилося і спричинило чимало руйнувань і катастроф, найбільшою з яких був підрив Каховської ГЕС. Разом з тим, у червні розпочався контрнаступ ЗСУ на півдні України, покликаний деокупувати значну частину територій Запорізької та Донецької областей. Його результатом стали незначні локальні успіхи на окремих ділянках фронту та перехід бойових дій до стану позиційної війни.
В Судані у квітні спалахнув збройний конфлікт, відбулись військові заколоти у Нігері та Габоні, у жовтні внаслідок атаки ХАМАСу на Ізраїль розпочався новий виток ізраїльсько-палестинських війн. Натомість завершився багаторічний етнічний та територіальний конфлікт за контроль над Нагірним Карабахом — всю територію НКР повернули Азербайджану, а вірменське населення почало масово залишати регіон. Серед стихійних лих найвідчутнішої шкоди завдав землетрус у Туреччині та Сирії, що забрав життя майже 60000 осіб.
У сфері технологій цей рік відзначився розвитком генеративних моделей штучного інтелекту. Ці моделі, використовуючи досягнення в машинному навчанні та обробці природної мови, стали здатними створювати реалістичний і зв’язний текст, зображення та музику. Зокрема, за допомогою штучного інтелекту була доопрацьована остання пісня гурту «The Beatles» під назвою «Now And Then».
Рік відзначився смертю багатьох видатних і знакових діячів музики — Рюіті Сакамото, Тіни Тернер, Тоні Беннетта, Тото Кутуньо та кіно — Джини Лоллобриджиди, Джейн Біркін, Жульєт Майнієль, Майкла Гембона, Меттью Перрі.
Україна серед інших втратила ветерана УПА Мирослава Симчича, поета-шістдесятника Дмитра Павличка, міністра внутрішніх справ Дениса Монастирського, композитора Левка Дутківського, політв'язнів радянських часів Василя Овсієнка та Євгена Пронюка, релігієзнавця та в'язня сумління Ігоря Козловського, співачку Ніну Матвієнко, а також правознавця-міжнародника Володимира Василенка.

## Події

### Січень
- 1 січня — Хорватія офіційно перейшла з куни на євро і стала 20-ю державою-членом єврозони, а також 27-ю державою-членом Шенгенської зони[8]. Це перше розширення валютного союзу після вступу Литви у 2015 році і перше розширення Шенгенської зони після вступу Ліхтенштейну у 2011 році.
- 7 січня — в Успенському соборі Києво-Печерської лаври відбулось перше богослужіння Православної церкви України з нагоди Різдва Христового за юліанським календарем. Службу очолив митрополит Київський і всієї України Епіфаній[9].
- 8 січня — у Бразилії тисячі демонстрантів-прихильників колишнього президента країни Жаїра Болсонару штурмували головні урядові будівлі країни — Національного конгресу, президентського палацу та Верховного суду, аби спровокувати військовий переворот проти уряду. Цю подію порівнюють зі штурмом Капітолія в січні 2021 року, який вчинили прихильники Дональда Трампа, який програв вибори в США наприкінці 2020 року[10].
- 17 січня — в Україні вперше відбулася приватизація морського торговельного порту — «Усть-Дунайськ». На аукціоні з продажу порту перемогла вінницька компанія «Еліксир Україна», яка займається реалізацією мінеральних добрив. Найвища запропонована сума — 201 млн грн[11].
- 27—28 січня — відбувся другий тур виборів Президента Чехії. Перемогу здобув Петр Павел, набравши 58,32 % голосів. Його суперник — проросійський мільярдер Андрей Бабіш — 41,67 %[12].

### Лютий

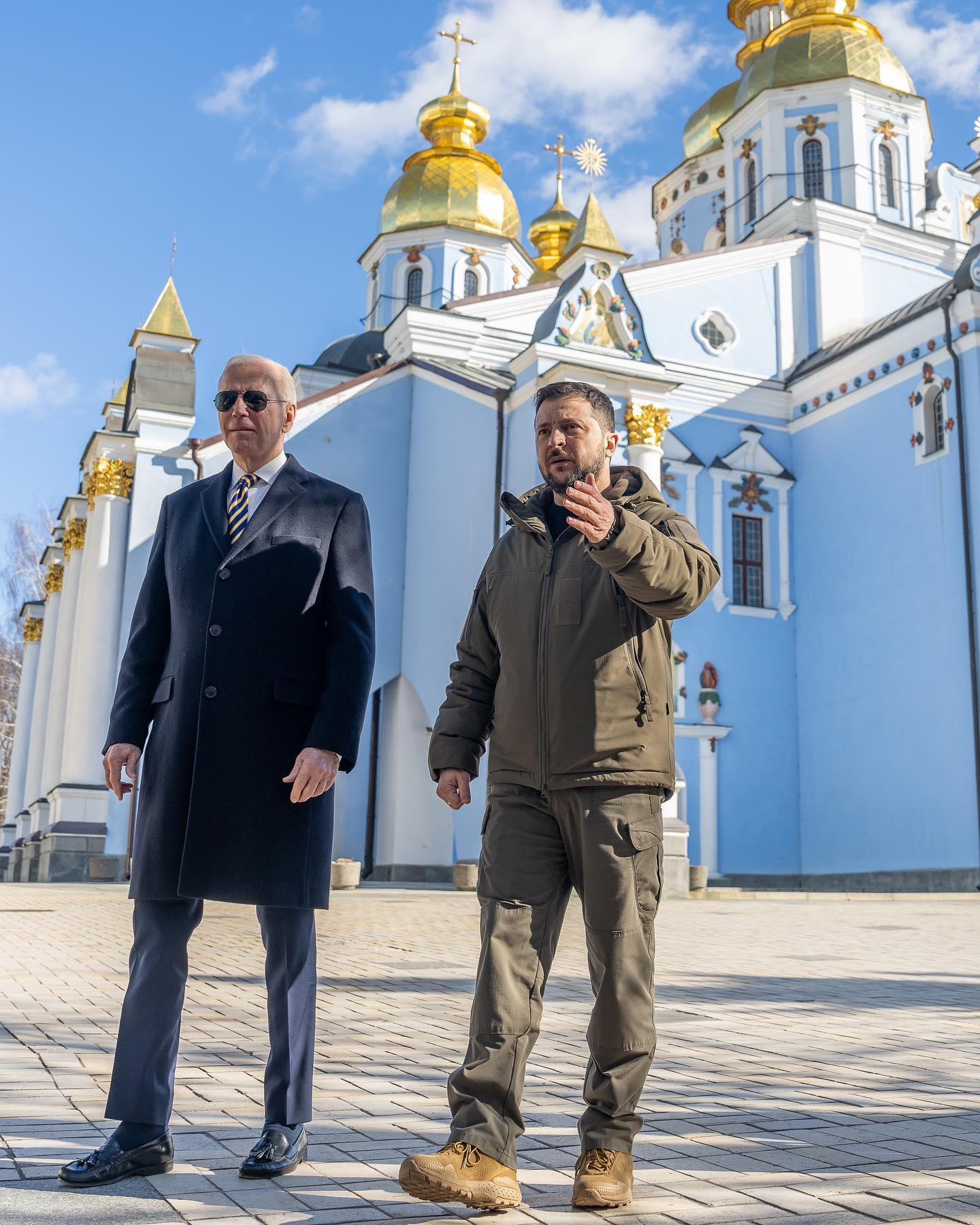
Джозеф Байден та Володимир Зеленський біля Михайлівського собору у Києві

- 14 лютого — Internet Explorer 11 — останню версію веббраузера — було повністю вимкнено з Windows 10[13].
- 18 лютого — штучний інтелект ChatGPT став доступним в Україні. Програма не працює лише на тимчасово окупованих територіях з метою уникнення поширення антиукраїнської пропаганди[14].
- 20 лютого — з офіційним візитом до України прибув Президент США Джозеф Байден[15]. Це перший візит американського лідера до української столиці за останні 15 років.
- 21 лютого — Президент Росії Володимир Путін заявив про призупинення участі РФ у Договорі з США про заходи щодо подальшого скорочення та обмеження стратегічних наступальних озброєнь (СНО-3)[16].

### Березень
- 6 березня — Кабінет Міністрів України призначив Семена Кривоноса на посаду Директора Національного антикорупційного бюро України[17].
- 7 березня — в Грузії почалась серія вуличних демонстрацій внаслідок ухвалення у першому читанні законопроєкту «Про прозорість іноземного впливу», що значною мірою наслідує російське законодавство про «іноземних агентів»[18][19].
- 10 березня — Сі Цзіньпін став першим в історії Китаю головою, обраним на третій строк[20].
- 17 березня — Міжнародний кримінальний суд видав ордер на арешт президента Росії Володимира Путіна за підозрою у вчиненні воєнного злочину — незаконної депортації та переміщення українських дітей до Росії[21].
- 29 березня — Україна розірвала договір з РПЦвУ про оренду Києво-Печерської лаври, на території якої релігійна організація перебувала з 27 жовтня 1990 року[22].

### Квітень
- 2 квітня — відбувся другий тур виборів президента Чорногорії. Переконливу перемогу здобув колишній міністр економіки Яков Мілатович. Він отримав понад 60 % голосів[23], здолавши багаторічного очільника республіки Мило Джукановича.
- 4 квітня — Фінляндія стала 31-членом НАТО[24].
- 15 квітня — у Німеччині остаточно припинили роботу три останні атомні електростанції — «Ізар-2» в Баварії, «Емсланд» у Нижній Саксонії і «Неккарвестгайм-2» у Баден-Вюртемберзі[25].
- 19 квітня — за повідомленням Bloomberg, населення Індії випередило за чисельністю населення Китаю, і становить наразі 1,4286 млрд жителів[26].

### Травень

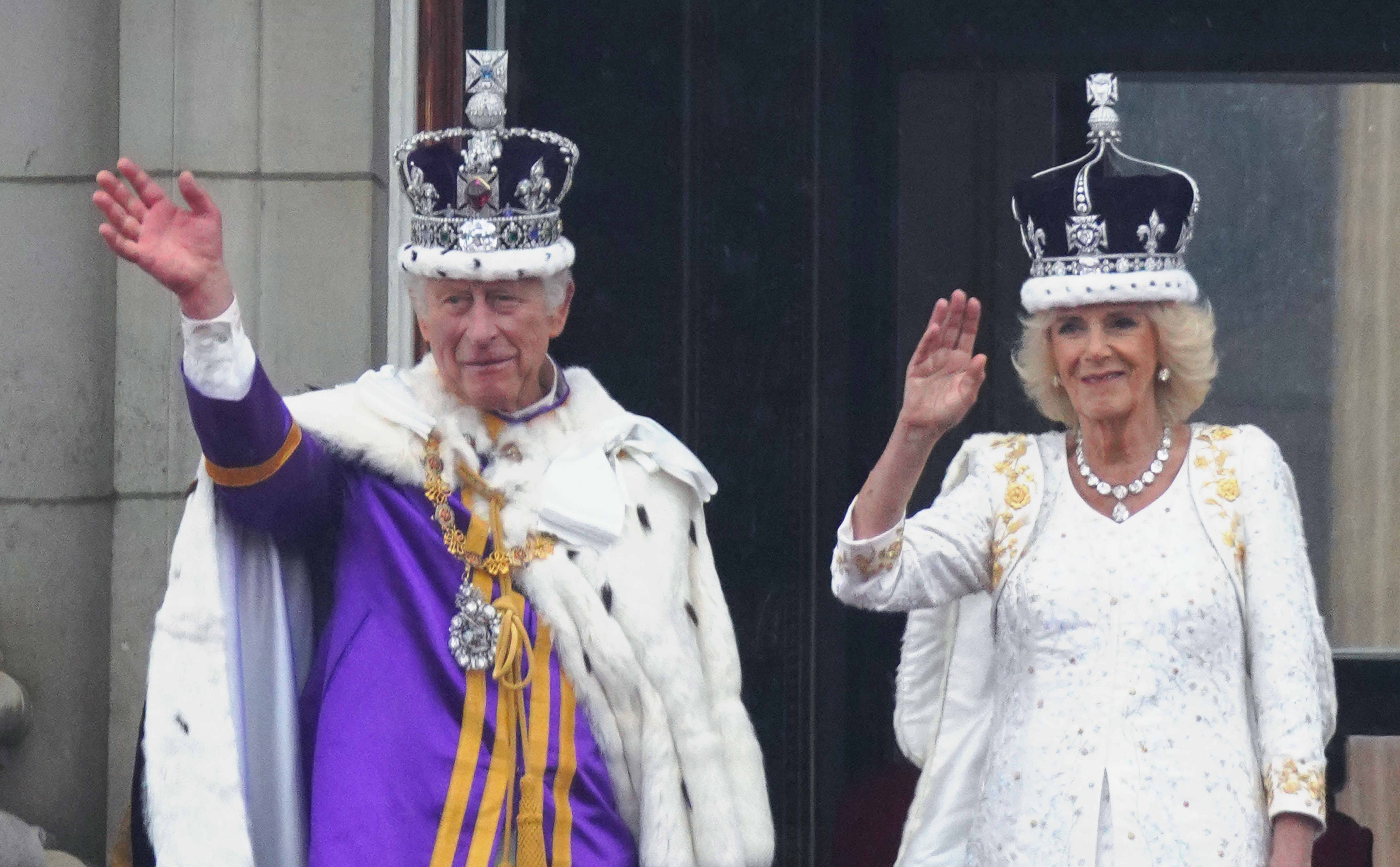
Чарльз та Камілла на коронації

- 2 травня — Верховна Рада України визначила політичний режим Росії як рашизм і засудила його засади та практики як тоталітарні та людоненависницькі[27].
- 5 травня — Всесвітня організація охорони здоров'я оголосила завершення «глобальної надзвичайної ситуації» щодо COVID-19[28][29].
- 6 травня — відбулась коронація Чарльза III та його дружини Камілли як короля та королеви-консорта Сполученого Королівства та інших королівств Співдружності. Церемонію провів архієпископ Кентерберійський у Вестмінстерському абатстві[30][31].
- 14 травня — перший тур виборів Президента Туреччини[32]. В другий тур пройшли чинний глава держави Реджеп Ердоган та лідер опозиції Кемаль Киличдароглу[32].
- 24 травня — Архієрейський собор Православної церкви України схвалив перехід на новоюліанський церковний календар[33].
- 28 травня — Реджеп Ердоган переміг у другому турі виборів і отримав президентський мандат ще на п'ять років[34].

### Червень
- 21-22 червня — у Лондоні відбулась друга Міжнародна конференція з питань відновлення України[35].
- 23-24 червня — заколот ПВК «Вагнер» — короткочасний внутрішній конфлікт в Росії між Міністерством оборони, включно з регулярною армією, з одного боку та ПВК «Вагнер» на чолі з Євгеном Пригожиним — з іншого[36].

### Липень
- 11-12 липня — Вільнюський саміт НАТО 2023[37].
- 17 липня — Кримський міст був атакований морськими безпілотниками. Атака була спланована СБУ та ВМС України.
- 26 липня — військовий переворот у Нігері. Солдати президентської гвардії затримали президента Мохамеда Базума, а інша група солдатів оголосила про його повалення, закрила кордони країни, призупинила роботу державних установ і запровадила комендантську годину, одночасно оголосивши про формування хунти.

### Серпень
- 23 серпня — у Тверській області Росії сталася авіакатастрофа, в результаті якої загинули всі 10 людей на борту, зокрема й керівники терористичної організації ПВК «Вагнер» Євген Пригожин і Дмитро Уткін.
- 30 серпня — військовослужбовці Збройних Сил Габону оголосили про захоплення влади в країні. Президент країни Алі Бонго був затриманий і поміщений під домашній арешт[38].

### Вересень
- 1 вересня — Православна церква України перейшла на новоюліанський календар, Українська греко-католицька церква — на григоріанський (окрім Пасхалії), а Мукачівська греко-католицька єпархія — на григоріанський (з Пасхалією).
- 19-20 вересня — воєнні дії в Карабасі, що призвели до початку перемовин щодо реінтеграції регіону до Азербайджану. Бої завершилися капітуляцією невизнаної Нагірно-Карабаської Республіки, що проіснувала 32 роки[39]. 28 вересня «влада» НКР оголосила про припинення існування республіки з 1 січня 2024 року[40].
- 30 вересня — відбулись парламентські вибори у Словаччині. Партія «Курс — соціальна демократія» під керівництвом колишнього прем'єр-міністра Роберта Фіцо отримує більшість місць у Національній раді. Ця перемога викликала міжнародну критику через її передбачуване русофільство[41][42].

### Жовтень
- 2 жовтня — у Києві розпочалась неформальна зустріч міністрів закордонних справ країн ЄС (Рада ЄС): вперше в історії Євросоюзу за його межами[43].
- 3 жовтня:
  - Парламент Вірменії ратифікував Римський статут Міжнародного кримінального суду.
  - Палата представників Конгресу США вперше у своїй історії відправила спікера, республіканця Кевіна Маккарті, у відставку[44].
- 7 жовтня — з масованого ракетного обстрілу із Сектора Гази й вторгненням збройних формувань на територію країни розпочалась атака ХАМАСу на Ізраїль. Уряд Ізраїлю оголосив надзвичайний, а згодом і воєнний стан та розпочав у відповідь ракетні удари по Сектору Гази[45].
- 15 жовтня — відбулись парламентські вибори у Польщі. Провладна партія «Право і справедливість» у вигляді Об'єднаної правиці посіла перше місце за кількістю голосів, але не змогла отримати більшість місць в Сеймі. Опозиція, що складається з Громадянської коаліції, Третього шляху та Лівиці, сукупно набрала 54% голосів і, як очікується, сформує коаліційний уряд.
- 25 жовтня — новим спікером Палати представників США був обраний Майк Джонсон[46].
- 31 жовтня — на тлі конфлікту в Секторі Гази єменські хусити оголосили про початок війни проти Ізраїлю[47].

### Листопад
- 6 листопада — розпочалсь блокада українсько-польського кордону[48].
- 19 листопада — відбувся другий тур виборів президента Аргентини. Перемогу здобув Хав'єр Мілей[49].
- 22 листопада — в Нідерландах відбулися дострокові парламентські вибори, які завершилися тріумфом ультраправої опозиції після 13 років правління уряду Марка Рютте[50].
- 27 листопада — «Скіфське золото» повернули після десяти років судових процесів у Нідерландах[51].

### Грудень
- 7 грудня — Ніколас Мадуро заявив про приєднання до Венесуели регіону Гаяна-Ессекібо, що становить майже 60 % території сусідньої Гаяни[52].
- 9 грудня — у Києві демонтували пам'ятник військовому командиру більшовиків Миколі Щорсу[53].
- 10 грудня — інавгурація обраного президента Аргентини Хав'єра Мілея[54].
- 11 грудня — Дональд Туск обраний на посаду прем'єр-міністра Польщі[55].
- 14 грудня — Європейська Рада ініціювала процес переговорів з метою розгляду питання про вступ України та Молдови до Європейського Союзу. Також Європейська рада надала Грузії статус кандидата в члени ЄС[56].
- 18 грудня — Папа Римський Франциск схвалив декларацію, яка дозволяє католицьким священникам благословляти одностатеві пари[57].
- 21 грудня — Верховна Рада України ухвалила закон про легалізацію медичного канабісу в медичній, промисловій та науковій діяльності[58].
- 26 грудня — Повітряні сили ЗСУ ракетним ударом знищили ВДК «Новочеркаськ» у Феодосії[59].
- 31 грудня — Королева Данії Маргрете ІІ під час новорічної промови зреклася престолу[60].

## Аварії, теракти й катастрофи
- 14 січня — Збройні сили РФ завдали ракетного удару по житловому будинку в Дніпрі, знищивши під'їзд багатоквартирного житлового будинку з численними жертвами цивільних[61].
- 18 січня — у результаті падіння гвинтокрила у Броварах на Київщині загинуло вище керівництво Міністерства внутрішніх справ України: міністр Денис Монастирський, перший заступник Євгеній Єнін та державний секретар міністерства Юрій Лубкович[62].
- 30 січня — у мечеті пакистанського міста Пешавар терорист-смертник підірвав себе під час молитви, вбивши понад 100 людей[63].
- 31 січня — у Чилі розпочалися масштабні лісові пожежі, через що загинуло понад 20 людей[64].
- 6 лютого — в Туреччині в провінції Кахраманмараш відбувся землетрус магнітудою 7,8 бала, завдавши значних руйнувань по всій Туреччині та Сирії. Загинуло майже 60 тисяч осіб в обох країнах[65][66].
- 28 лютого — відбулось лобове зіткнення пасажирського і вантажного потягів на виході з тунелю біля міста Лариса на півночі Греції у ніч проти 1 березня 2023 року[67]. В результаті аварії загинуло щонайменше 57 осіб, понад 70 госпіталізовано[68].
- 28 квітня — російські війська завдали ракетного удару по Умані. Дві російські ракети влучили у житловий дев'ятиповерховий будинок, внаслідок чого загинули 23 особи, у тому числі шість дітей[69].
- 3 травня — внаслідок стрілянини у школі в Белграді загинуло 9 осіб[70].
- 2 червня — у залізничній аварії в індійському штаті Одіша, де зіткнулися три поїзди, загинули 275 людей, ще близько 900 доставлені в лікарні[71][72].
- 6 червня — Збройні Сили Російської Федерації здійснили підрив Каховської гідроелектростанції[73]. У зоні лиха опинилося близько 16 000 людей[74], та близько 80 населених пунктів можуть бути затоплені внаслідок теракту[75].
- 18 червня — катастрофа підводного апарата «Титан» поблизу уламків та місця загибелі «Титаніка» в Атлантичному океані. Всі учасники експедиції (п'ятеро туристів-мільярдерів, які організували її) загинули[76].
- 19 серпня — російські війська вдарили по центру Чернігова балістичною ракетою типу «Іскандер». Внаслідок атаки знищений дах та частина будівлі драматичного театру, пошкоджена П'ятницька церква, площа, будівлі суду, Чернігівської ОВА, магазини та інші громадські заклади. 7 осіб загинули[77].
- 5 жовтня — Збройні сили РФ нанесли ракетний удар по кафе-магазину в селі Гроза Куп'янського району Харківської області. Оскільки у закладі проводився поминальний обід, загинуло 59 осіб, серед них восьмирічна дитина[78][79].
- 21 грудня — 15 людей загинули під час масової стрілянини на філософському факультеті Карлового університету у Празі[80].
- 29 грудня — збройні сили Російської Федерації нанесли масований ракетний обстріл[81].

## Культура

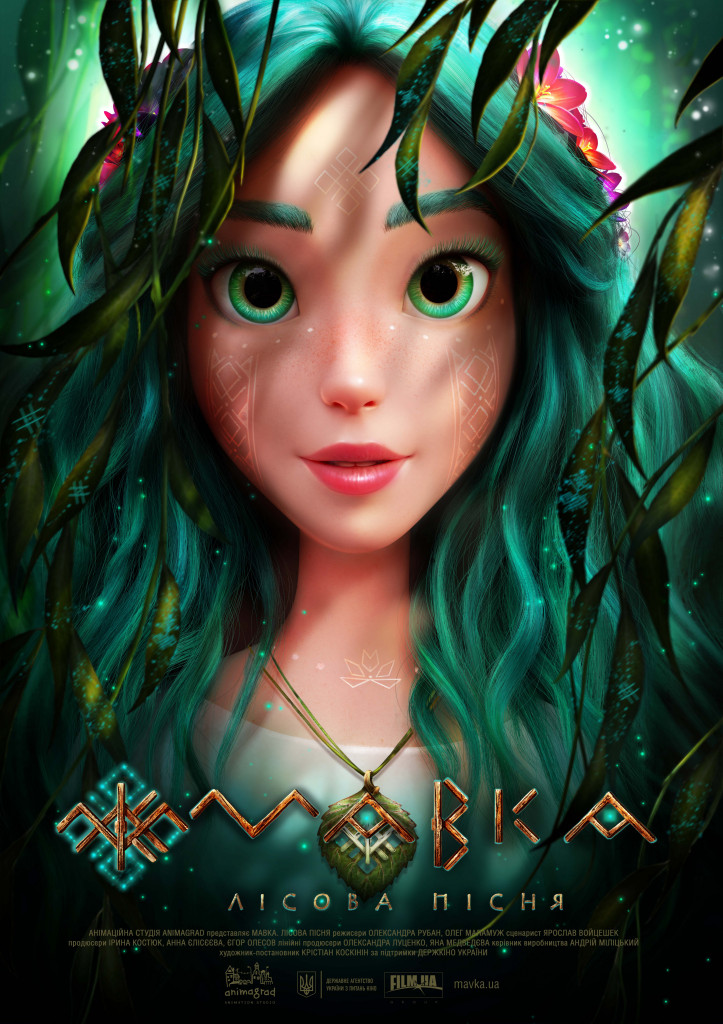
«Мавка. Лісова пісня»

- 2 березня — відбулась прем'єра українського 3D анімаційного фільму «Мавка. Лісова пісня», який став найкасовішим українським фільмом часів Незалежності[82] та увійшов до 20-ки найкасовіших кінострічок за всю історію кінопрокату в Україні.
- 9, 11, 13 травня — 67-й пісенний конкурс «Євробачення», який відбувся у Ліверпулі (Велика Британія) у зв'язку з тим, що Україна, яка перемогла на конкурсі 2022 року з піснею «Stefania» гурту «Kalush Orchestra», не змогла задовольнити вимоги щодо проведення конкурсу через безпекові побоювання, спричинені російським вторгненням в Україну. Шоу відбулось із надзвичайно високою інтеграцією українських контекстів та ведучих[83]. Перемогла шведська співачка Лорін з піснею «Tatoo»[84][85].
- 4 липня — українська співачка з псевдонімом Klavdia Petrivna почала викладати у ТikTok відео з демоверсіями пісень, що стрімко набирали переглядів та позитивних відгуків у соцмережі. У найближчі місяці її пісні також набрали мільйони прослуховувань на Youtube та стримінгових сервісах[86]. Авторка пісень тривалий час зберігала свою анонімність.
- Липень — у світовий та український прокат одночасно вийшли біографічний фільм «Оппенгеймер» режисера Крістофера Нолана та фентезійна комедія «Барбі» Ґрети Ґервіґ. Вихід обох стрічок супроводжувала масштабна рекламна кампанія[87].
- 24 серпня — прем'єра історичного фільму режисера Олеся Саніна «Довбуш». Стрічка є одним із найдорожчих українських фільмів — бюджет 120 млн грн (державна частка — 65 млн грн)[88].
- 26 жовтня — в український прокат вийшов американський надприродний фільм жахів «П'ять Ночей у Фредді», оснований на однойменній серії відеоігор[89].
- 2 листопада — гурт «The Beatles» оголосив про випуск своєї останньої музичної композиції під назвою «Now And Then». Пісню створили за допомогою штучного інтелекту на базі архівного демозапису Джона Леннона[90].
- 16 листопада — 14 грудня — на стримінговому сервісі Netflix вийшов шостий і заключний сезон серіалу «Корона», який розповідає про життя та правління королеви Єлизавети II[91].
- 23 листопада — українська прем'єра історичного фільму Рідлі Скотта «Наполеон». Головну роль зіграв Хоакін Фенікс[92].

## Спорт
- 11 січня — 29 січня — у Польщі та Швеції відбувся 28-й чемпіонат світу з гандболу серед чоловіків, втретє поспіль титул чемпіона світу здобула збірна Данії.[93]
- 15 січня — відбувся трансфер півзахисника донецького «Шахтаря» та збірної України з футболу Михайла Мудрика до лондонського «Челсі» за 70 млн євро, а також додаткові 30 млн євро як бонус)[94]. Це найвища сума трансферу за українського гравця в історії.
- 31 січня — відбувся найдорожчий трансфер в історії київського «Динамо». Захисник Ілля Забарний перейшов у склад англійського клубу «Борнмут» за суму приблизно у 25 млн фунтів стерлінгів[95] або 27 млн євро[96].
- 1—11 лютого — у Марокко відбувся Клубний чемпіонат світу з футболу. Іспанський «Реал Мадрид» виграв титул вп'яте, здобувши у фіналі перемогу над саудівською командою «Аль-Гіляль» з рахунком 5:3[97]. Воротар «Реала» Андрій Лунін став другим українцем після Дмитра Чигринського, що завоював золото цього турніру.
- 25 лютого — на змаганнях у Клермон-Феррані (Франція) шведський легкоатлет Арман Дюплантіс встановив новий абсолютний світовий рекорд у стрибках з жердиною у закритих приміщеннях — 6,22 метри[98].
- 5 березня — дніпрянка Ярослава Магучіх захистила титул чемпіонки Європи зі стрибків у висоту[99].
- 19 березня — жіноча збірна України з футзалу стала віцечемпіоном Європи, зазнавши поразки у фінальному матчі зі збірної Іспанії з рахунком 1:5[100].
- 20 травня — 11 червня — Кубок світу ФІФА серед молодіжних команд в Аргентині. Чемпіоном стала збірна Уругваю[101].
- 31 травня — фінальний матч Ліги Європи у Будапешті (Угорщина) на «Пушкаш Арені» між іспанською «Севільєю» та італійською «Ромою». Після нічиєї в основний та додатковий час «Севілья» перемогла у серії пенальті і здобула сьомий Кубок УЄФА у своїй історії[102].
- 7 червня — фінальний матч Ліги конференцій у Празі (Чехія) на стадіоні «Фортуна Арена» між італійською «Фіорентиною» та англійським «Вест Гемом» закінчився з рахунком 1:2. Трофей здобув лондонський клуб, не зазнавши жодної поразки протягом усього турніру[103].
- 10 червня — фінальний матч Ліги чемпіонів на Олімпійському стадіоні Ататюрка у Стамбулі (Туреччина), у якому «Манчестер Сіті» здобув свій перший титул в історії, здолавши міланський «Інтер» з рахунком 1:0[104].
- 21 червня — 2 липня — у Кракові та Малопольському воєводстві (Польща) відбулись III Європейські ігри[105]. Українська команда посіла третє місце у загальному командному заліку[106].
- 21 червня — 8 липня — Чемпіонат Європи з футболу серед молодіжних команд. Збірна України виборола право зіграти у футбольному турнірі на Літніх Олімпійських іграх 2024 року в Парижі[107]. Перемогу в чемпіонаті здобула збірна Англії[108].
- 11 липня — українська тенісистка Еліна Світоліна здобула перемогу над першою ракеткою світу Ігою Свьонтек і вийшла до півфіналу Вімблдону 2023[109].
- 20 липня — 20 серпня — в Австралії та Новій Зеландії відбувся дев'ятий чемпіонат світу з футболу серед жінок. Турнір виграла збірна Іспанії[110].
- 25 серпня — 10 вересня — 19-й чемпіонат світу з баскетболу відбувся на Філіппінах, в Японії та Індонезії. Вперше чемпіоном світу стала збірна Німеччини, яка у фінальному матчі здолала збірну Сербії 83–77[111].
- 27 серпня — Ярослава Магучіх підкорила висоту 201 см і здобула золоту медаль чемпіонату світу з легкої атлетики в Будапешті[112].
- 28 серпня — 16 вересня — 34-й чемпіонат Європи з волейболу серед чоловіків. Збірна України повторила свій найкращий результат, досягнувши стадії 1/4 фіналу[113].
- 4 жовтня — господарями чемпіонату світу з футболу 2030 стали Іспанія, Португалія та Марокко, які претендували на проведення турніру спільною заявкою. При цьому перші три матчі проведуть в Уругваї, Аргентині та Парагваї — на честь 100-річчя від дня першого Чемпіонату світу, який відбувся 1930 року в Уругваї. Усі команди автоматично пройдуть кваліфікацію до турніру. Таким чином мундіаль вперше в історії прийматимуть одразу шість країн на трьох різних континентах: у Європі, Африці та Південній Америці[114].
- 10 жовтня — УЄФА офіційно затвердив господарів чемпіонатів Європи з футболу 2028 та 2032 років. Сполучене Королівство та Ірландія були обраними господарями Євро-2028, а Італія та Туреччина прийматимуть Євро-2032.
- 31 жовтня — президент ФІФА Джанні Інфантіно заявив, що чемпіонат світу з футболу в 2034 році відбудеться у Саудівській Аравії[115].
- 10 листопада — 2 грудня — 19-й Чемпіонат світу з футболу серед 17-річних відбувся в Індонезії. Вперше чемпіоном світу стала збірна Німеччини, яка у фінальному матчі здолала збірну Франції в серії післяматчевих пенальті 4–3[116].

## Астрономічні події року
- 1 лютого — комета C/2022 E3 (ZTF) максимально наблизилася до Землі та могла спостерігатися неозброєним оком.
- 20 березня, 21:24 UTC — березневе рівнодення, весняне у Північній півкулі, осіннє у Південній.
- 20 квітня — повне сонячне затемнення, видиме в Індійському океані, Австралії, Індонезії та Мікронезії.
- 21 червня, 14:57 UTC — червневе сонцестояння, літнє у Північній півкулі, зимове у Південній.
- 18 липня — «Вояджер-2» обігнав «Піонера-10» як другий по віддаленості від Сонця космічний апарат.[117][118]
- 23 вересня, 06:50 UTC — вересневе рівнодення, осіннє у Північній півкулі, весняне у Південній.
- 14 жовтня — кільцеподібне затемнення Сонця, видиме в Америках.
- 28—29 жовтня — часткове затемнення Місяця, яке видно в Австралії, Євразії та Африці.
- 22 грудня, 03:27 UTC — грудневе сонцестояння, зимове у Північній півкулі, літнє у Південній.

## Великі релігійні і традиційні свята зі змінною датою
- 22 січня — Китайський Новий рік (Чорного Кроля).
- 22 лютого — Попільна середа, початок Великого посту у християн західного обряду.
- 27 лютого — початок Великого посту у християн східного обряду.
- 7 березня — Фестиваль барв Холі (індуїзм)
- 6 квітня — Песах 5783 року (юдаїзм)
- 9 квітня — Великдень у християн західного обряду.
- 16 квітня — Великдень у християн східного обряду.
- 21 квітня — завершення Рамадану 1444 року, місяця посту у мусульман
- 28 травня — П'ятидесятниця у християн західного обряду.
- 4 червня — Трійця у християн східного обряду.
- 28 червня — Ід-аль-Адха або Курбан-байрам у мусульман.
- 19 липня — Початок Нового року (1445) в ісламському календарі.
- 16 вересня — Єврейський Новий рік (5784).
- 12 листопада — Фестиваль вогнів Дівалі (індуїзм).
- 8 грудня — початок Хануки (юдаїзм).

## Нобелівські премії
- з медицини та фізіології: біохіміки Каталін Каріко (Угорщина-США) та Дрю Вайсман (США) з Пенсільванського університету «за відкриття щодо модифікацій нуклеозидних основ, які дозволили розробити ефективні мРНК-вакцини проти COVID-19»[119]. Зокрема, робота вчених стала підґрунтям вакцин Pfizer-BioNTech і Moderna.
- з фізики: П'єр Агостіні (Франція-США) з Університету штату Огайо, Ференц Краус (Угорщина-Австрія) з Інституту квантової оптики товариства Макса Планка та Анн Л'Юйє (Франція) з Лундського університету «за експериментальні методи, які генерують аттосекундні імпульси світла для дослідження динаміки електронів у речовині»[120].
- з хімії: Муні Бавенді (Франція-США) з Массачусетського технологічного інституту, Луїс Брюс (США) з Колумбійського університету та Олексій Єкімов (Росія-США) з Nanocrystals Technology Inc. «за відкриття та синтез квантових точок»[121].
- з літератури: письменник і драматург Йон Фоссе (Норвегія) «за його новаторські п'єси та прозу, які висловлюють невимовне»[122].
- Нобелівська премія миру: правозахисниця Наргес Мохаммаді (Іран) «за боротьбу проти гноблення жінок в Ірані та боротьбу за захист прав людини та свободи для всіх»[123].
- з економіки: Клаудія Голдін (США) «за поглиблення розуміння результатів діяльності жінок на ринку праці»[124].

## Людина року (Time)
Тейлор Свіфт, одна з найвідоміших американських поп-зірок 2000-х років, що починала кар'єру в індустрії кантрі-музики. Видання зазначило, що вона здобула першість за те, що «принесла радість суспільству, яке відчайдушно її потребує».

## Вигадані події
- У 2023 році відбуваються події фільму «Месники: Завершення».
- У 2023 році відбуваються події гри FNAF 3.
- У 2023 році Джонні Сільверхенд підірвав «Арасака Тауер» ядерною боєголовкою, події гри Cyberpunk 2077.